# Kisapostag
Kisapostag é um município da Hungria, situado no condado de Fejér. Tem 9,58 km² de área e sua população em 2015 foi estimada em 1.374 habitantes.